# The Messenger (skulptur)
För andra betydelser, se Messenger (olika betydelser).
The Messenger är en brittisk monumentalskulptur i brons i Plymouth i Storbritannien.
The Messenger, också benämnd Bianca, är skapad av Joseph Hillier och invigdes den 22 mars 2019. 
The Messenger är en av de största skulpturer som har gjutits i Storbritannien. Den är sju meter hög och knappt nio meter bred. Den består av 9,5 ton brons och rostfritt stål. Den göts i 200 delar enligt cire perdue-metoden ("förlorat vax") av Castle Fine Arts Foundry i Llanrhaeadr-ym-Mochnant i Wales. På gjuteriet svetsades dessa delar samman till fyra större delar, vilka transporterades till Plymouth för att där svetsas samman till en enhet.
Skulpturen avbildar en ung kvinnlig skådespelare, Nicola Kavanagh, i en dynamisk pose i rollen som Bianca under en repetition 2014 av William Shakespeares Othello inför teaterkompaniet Frantic Assemblys uppsättning. Hon står i en hukande ställning med ena armen mot marken, som färdig till ett språng framåt. Titeln "Messenger" syftar på skådespelares framförande av ett budskap i en teaterpjäs.
Skulpturen står på en triangelformad öppen plats framför ingången till Theatre Royal Plymouths teaterbyggnad i brutalistisk stil från 1970-talet.